# Adam Musiał
Adam Musiał (Wieliczka, 18 de dezembro de 1948 – 18 de novembro de 2020) foi um futebolista polonês. Competiu na Copa do Mundo FIFA de 1974, sediada na Alemanha, na qual a seleção de seu país terminou na terceira colocação dentre os quinze participantes.
Atuou no Wisła Kraków de 1967 a 1977, jogando 227 partidas. Também foi jogador do Arka Gdynia, com o qual conquistou uma Copa da Polônia em 1979.
Morreu em 18 de novembro de 2020, aos 71 anos.